# Nicidus stali
Nicidus stali är en insektsart som beskrevs av Schmidt 1911. Nicidus stali ingår i släktet Nicidus och familjen Eurybrachidae. Inga underarter finns listade i Catalogue of Life.